# Пролив Полонского

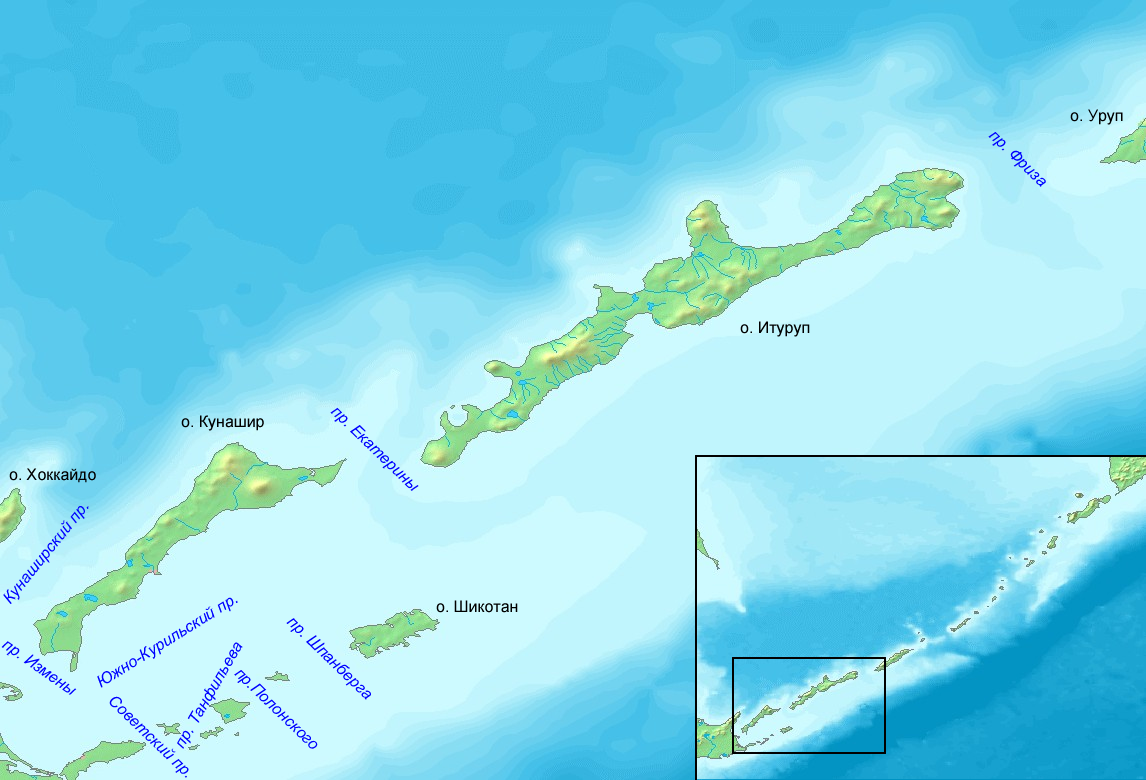
Карта расположения пролива Полонского

Проли́в Поло́нского — пролив в Тихом океане, расположенный в Малой гряде Курильских островов. Отделяет острова Осколки и Полонского от острова Зелёного.
Расстояние между островами Полонского и Зелёным примерно 11 км. Отмели с глубинами менее 10 м, окаймляющие эти острова, суживают пролив примерно до 1,8 км. Посредине пролива глубины не менее 7,4 м.
Пролив назван в честь русского историка Александра Полонского.

## См.также
- Курильские проливы